# Inne wartości niematerialne i prawne
Inne wartości niematerialne i prawne – nabyte przez jednostkę, nadające się do gospodarczego wykorzystania, prawa majątkowe przeznaczone do używania na potrzeby jednostki, a w szczególności:
- autorskie prawa majątkowe, prawa pokrewne, licencje, koncesje
- prawa do wynalazków, patentów, znaków towarowych, wzorów użytkowych i zdobniczych,
- know-how, czyli wiedza technologiczna.

Żeby nabyte prawa majątkowe zaliczyć do wartości niematerialnych i prawnych, przewidywany okres użytkowania w danej firmie powinien być dłuższy niż 12 miesięcy.